# Забулистан
Забулистан (перс. زابلستان‎) — исторический регион в юго-восточном Иране (Заболь), южном Афганистане (Забуль) и приграничных с ними территориях Пакистана. К Забулистану относился бассейн реки Гильменд. Примечательным городом этого региона был Кандагар. Название области восходит к имени эфталитских правителей этой земли, которые жили до арабского завоевания в 870 году. В соответствии с персидской мифологией в Забулистане родился и правил богатырь Рустам. В VI веке Забулистан вошел в державу Сасанидов. Алишер Навои упоминает Забулистан в связи с правителем Абу Саидом из Курагона

## Правители
Столица Кабул. Титул: тюркские шахи.
- Напки (ок. 550).
- Каник, сын.
- Рутбил (Ратбаль) (ок. 670).
- Барха тегин (ок. 698).
- Каторман (ок. 750).
- Зунбиль (Фируз) (ок. 850 — 70).
- 870 завоевание Саффаридов[6].